# Hardcore (muzyka)
Hardcore – ogólne określenie dla grupy gatunków elektronicznej muzyki tanecznej (klubowej) charakteryzującej się cięższym brzmieniem i szybszym tempem (ok. 180 BPM) w stosunku do pozostałych gatunków elektronicznej muzyki tanecznej.

## Wstęp
Hardcore, jako charakterystyczny styl, wyodrębniło się na początku lat 90. XX wieku a następnie spopularyzowało wraz z rozwojem komputerów i trackerów, które były i wciąż są popularnym narzędziem do tworzenia tej muzyki. Muzyka hardcore rozwinęła się w wielkim stopniu na całym świecie. Hardcore posiada szybsze uderzenia, niż hardstyle, jednak mimo to bywa z nim mylony za sprawą podobieństwa linii melodycznych. Nazwa hardcore odnosi się również do wszystkich podgatunków tej muzyki. Największymi imprezami tej muzyki są między innymi Master of Hardcore, Dominator, Syndicate.

## Podgatunki Hardcore
- Rave – masowe imprezy na początku lat 90., gdzie muzyka house i techno nabrały zdecydowanie mocniejszego brzmienia, zapoczątkowały też rozwój wielu gatunkom muzyki Hardcore.
  - Breakbeat hardcore – zdominował brytyjskie imprezy Rave'owe, za sprawą szybkiego połamanego beatu. Dał początek muzyce jungle i happy hardcore.
  - Gabber – wywodzi się z holenderskiej sceny Rave, gdzie muzyka nabrała zdecydowanie szybkiego i energicznego tempa (powyżej 180 BPM). Od końca lat 90 muzyka wyraźnie zaczęła zwalniać na rzecz coraz bardziej intensywnego kicka.
    - Early hardcore – wywodzi się z gatunku gabber, powstał w wyniku rozłamu, po tym jak pod koniec lat 90. gabber zaczął mieć wolniejszy styl, charakteryzujący się twardszym bębnem basowym, określany jako Nu style gabber. Early hardcore brzmieniem celuje w wierność gatunku "gabber" z czasów jego świetności w latach 90., a sam podgatunek rzadko schodzi poniżej 180 BPM[6][7].
    - Nu style gabber – jest bezpośrednim spadkobiercą muzyki gabber. Wyewoluował z niego na skutek powstania hardstyle.
    - Terrorcore – wywodzi się z klasycznego Gabbera, gdzie do szybkiego tempa doszła atmosfera rodem z horrorów.
    - Speedcore – młodszy brat Terrorcore, jego odmiany to najszybsze rodzaje muzyki w historii (Splittercore 500-1000 BPM, Extratone >1000 BPM)
    - UK hardcore (techno) – brytyjska odmiana muzyki hardcore, bardziej techniczna z lekko połamaną stopą (180-220 BPM).

  - Happy hardcore – popularny w latach 90, stał na granicy Dance i Hardcore. Charakteryzował się melodyjnością, pozytywną atmosferą, częstym użyciem pianin i sztucznie podwyższonym kobiecym wokalem.
    - UK hardcore (dance) – brytyjski happy hardcore wzbogacony o elementy muzyki trance.
    - Frenchcore – szybki styl z Francji, następca klasycznego Gabbera i Happy Hardcore.
    - Freeform hardcore – utwory freeformowe cechują się równie szybkim jak UK hardcore tempem i podobną techniką produkcji, mają jednak bardziej złożoną strukturę brzmieniową.
- Digital hardcore – Hardcore Punk łączący Jungle, Hardcore Techno i Noise.
- Breakcore – bardzo szybki eksperymentalny gatunek łączący elementy breakbeat i glitch.

## Przykładowi twórcy
- Outblast
- Angerfist
- Korsakoff
- Dyprax
- Mad Dog
- Tha Playah
- Evil Activities
- Punisher
- Re-Style
- DJ Paul Elstak
- Ruffneck
- Hellsystem
- DJ AniMe